# Ernst Eisenmann
Ernst Eisenmann (* 5. Februar 1928 in Kirchenkirnberg-Gärtnershof, Oberamt Backnang; † 21. Mai 2016) war ein deutscher Gewerkschafter.

## Leben
Ernst Eisenmann war gelernter Mechaniker und von 1953 bis 1961 Betriebsrat bei der Firma Spintex in Murrhardt. Ab 1956 war Ernst Eisenmann Mitglied der SPD. Von 1961 bis 1968 war er als Gewerkschaftssekretär der IG Metall Waiblingen und bei der Vorstandsverwaltung in Frankfurt tätig, anschließend arbeitete Ernst Eisenmann bis 1981 als Sekretär der IG Metall Bezirksleitung in Baden-Württemberg und von 1983 bis 1988 schließlich war er als Nachfolger von Franz Steinkühler Bezirksleiter der IG Metall Baden-Württemberg. In dieser Funktion war er maßgeblich an der Durchsetzung der 35-Stunden-Woche im Tarifstreit von 1984 beteiligt.
Ernst Eisenmann war verheiratet und hatte einen Sohn.
In den 1970er und 1980er Jahren war er Aufsichtsrat bei den Mannheimer Motorenwerken, Iveco, SEL und Porsche und ab 1995 war er Aufsichtsrat bei der Transfergesellschaft Mypegasus.
Am 14. Mai 2001 erhielt er das Bundesverdienstkreuz am Bande.